# Castrejón
Castrejón är en ort i Spanien.   Den ligger i provinsen Provincia de Valladolid och regionen Kastilien och Leon, i den centrala delen av landet, 150 km nordväst om huvudstaden Madrid. Castrejón ligger 740 meter över havet och antalet invånare är 255.
Terrängen runt Castrejón är huvudsakligen platt. Castrejón ligger nere i en dal. Runt Castrejón är det glesbefolkat, med 16 invånare per kvadratkilometer. Närmaste större samhälle är Fresno El Viejo, 6,6 km söder om Castrejón. Trakten runt Castrejón består till största delen av jordbruksmark.